# Txomin Peillen
Txomin Peillen   (18è districte de París, 17 de novembre de 1932 - Kanbo, 9 de desembre de 2022) fou un escriptor en èuscar.
Primer va ser professor de biologia i després de llengua basca, i després va ser catedràtic emèrit. Va escriure en èuscar sobre diversos temes, entre ells d'etnologia, idiomes, humor, fantasia, política, novel·les policíaques i erotisme.

## Obres

### Narrativa
- Ale gorriak (2001, Hiria)
- Ale berdeak (2001, Dakit argitaldaria)

### Novel·la
- Gauaz ibiltzen dana (1967, Itxaropena)
- Itzal gorria (1972, Itxaropena): Berrargitalpena Hiria 2000 lapurtera klasikotik euskara batura
- Gatu beltza (1973, Gero)
- Atxorra eta altximia (1982, Hordago)
- Aldjezairia askatuta (1982, Hordago)
- Aintza txerriari! (1986, Elkar)
- Kristina Bolsward (1991, Leopoldo Zugaza): Berrargitalpena Hiria 2001
- Alarguntsa beltza (2001, Hiria)

### Assaig
- Jusef Egiategiren lehen liburia (1785) (1983, Euskaltzaindia)
- Bizidunak haurren eta helduen heziketan (1995, Etor)
- Euskaldunen ingurugiroan (espazioa eta denbora) (2001, Dakit argitaldaria)
- Bosquejos vasco-uruguayos (2003, dakit argitaldaria)
- Baloreak Euskal Herrian eta beste gizarteetan (2005, Utriusque Vasconiae)

### Poesia
- Mende joanaz (2003, Maiatz)

### Literatura per a joves
- Errotaria Errege (1979, Hordago)
- Buffalo Billen abentura (1979, Hordago)
- Mirko printzea (1979, Hordago)

### Dibulgació
- Agur Zuberoa (2001, Biba Xiberua! Ekimena Urretxu Zumarraga)

### Autobiografia
- Paristar euskaldun bat (ni... neu) (1987, Elkar)

### Etnologia
- Animismua Zuberoan (1985, Haranburu)
- Allande Elixagari ligiarraren ixtorioak (1985, Haranburu)
- Zuberoako itzal-argiak (euskarazko jakilegoak) (1988, Elkar)
- Herri-sendakuntza eta sendagingoa Zuberoan (1998, Joxe Miel Barandiaran Fundazioa)